# Sedžda
Sedžda je farz u namazu koji se obavlja stavljanjem čela i nosa na zemlju, istovremeno sa šakama, koljenima i stopalima. To je propisano na osnovu hadisa koji prenosi Ibn-Abbas r. a, u kojem je Muhamed rekao:
Naređeno mi je da činim sedždu sa 7 dijelova (kostiju): čelo, a rukom je pokazao i na svoj nos, dvije šake, dva koljena i krajevima (prstima) nogu. I da ne zavraćamo odjeću i kosu.
Ako bi neko obavio sedždu samo čelom, bez spuštanja nosa na zemlju, namaz ne bi bio ispravan, osim ako ne postoji opravdan razlog za to. Nije dozvoljeno činiti sedždu samo na nosu, osim ako je na čelu neka rana. Činjenje sedžde na obrazu ili bradi nije ispravno, makar to neko radio i s razlogom, jer nema dokaza koji govori da se sedžda može tako činiti. Ako bi imao razlog zbog kojeg ne može učiniti sedždu na čelu ili nosu, klanjač će je učiniti naginjanjem (išaretom).
Dizanje nogu sa zemlje za vrijeme sedžde je mekruh-tahrimen. Sunnet je prste nogu usmjeriti prema kibli. Ebu-Humejd r. a. kaže, opisujući namaz Allahovog Poslanika: "Kad je činio sedždu, stavljao je ruke niti raširene niti skupljene, a vrhove nožnih prsta okretao je prema kibli."
Ako bi se zbog gužve morala činiti sedžda na leđima drugog klanjača, koji klanja isti namaz, namaz je ispravan. Ali, ako bi klanjali različite namaze, to nije dozvoljeno činiti. Ovo je dozvoljeno samo zbog gužve; u suprotnom, to nije dozvoljeno. Uvjet za ispravnost sedžde je da mjesto njenog obavljanja ne bude više od pola podlaktice od mjesta na kojem su stopala. Ako je visina mjesta veća od toga, sedžda nije ispravna, osim ako se ponovi na mjestu odgovarajuće visine.
U nekim izvorima navodi se da se sedžda muškarca i sedžda žene razlikuju, međutim, za to mišljenje ne postoje valjani dokazi.